# 애적리미
《애적리미》(爱的厘米)는 2020년 방송되었던 중국의 드라마이다.

## 줄거리
- 연서병원 의사 서청풍은 유학 귀국길에 여기장 관우청과 환자를 구조하면서 호흡이 잘 맞아 호감이 생겼지만, 서로 가정에 어려운 일이 있음을 알게 됐다. 사업을 통해 가정문제를 피하려 했던 서청풍과 관우청은 이들이 함께 일하려면 부모도 넘어야 할 산이고 자신도 변해야 한다는 사실을 알게 된다.

## 등장 인물
- 퉁다웨이 - 서청풍 역
- 퉁리야 - 관우청 역
- 허제 (许娣) - 서수란 역
- 한퉁성 - 관영년 역
- 탄젠츠 - 관진뢰 역
- 쭤샤오칭 - 관다운 역
- 투쑹옌 - 진지군 역
- 후커 - 자오메이 역
- 장옌 - 임길 역
- 정옹 (程雍) - 고건영 역

## 참고 사항
- 중국 현지에서 종영한지 3개월만에 AsiaN에서 VOD 저작권을 구입했다 국내 방송일자는 6월 22일이다
- 극중 진지군 역을 맡고있는 도송암은 이가인지명이 종영한지 3개월만에 출연하였다.
- 서청풍과 관영년 역을 맡았던 퉁다웨이와 한퉁성은 호마묘파가 종영한지 6년만에 재회하였다.